# ローマ・エトルリア戦争
ローマ・エトルリア戦争（ローマ・エトルリアせんそう）は、古代ローマ（王政ローマ、共和政ローマ）とエトルリアの都市国家群との間に起こった一連の戦いの総称である。ローマの歴史の初期に行われた戦争であり、資料は多くない。エトルリアはローマの北側に位置する地域であり、そこに居住したエトルリア人はいくつもの都市国家を成し、内12の都市は「エトルリア同盟」を結成していた。しかし、エトルリア全体が連合してローマと戦ったことはなく、ローマに個別に撃破された。最終的にはローマが勝利し、エトルリアはローマ文化に組み込まれて同化し、共和政末期にはエトルリア人はローマ市民権を得た。

## ローマ建国以前
共和政末期から帝政初期の歴史家ティトゥス・リウィウスが述べるローマの建国神話によれば、メゼンティウス王が率いるエトルリア人はトゥルヌス王のルトゥリと同盟し、ラティヌス王が率いるラテン人とアイネイアースが指導する亡命トロイア人を攻撃した。ラテン人とトロイア人は勝利し、トゥルヌスは戦死した。その後ティベリス川（テヴェレ川）を境とした講和が結ばれ、以降ティベリス川がラティウムとエトルリアの国境となった。

## ロムルスのフィデナエとウェイイに対する戦争
紀元前8世紀、王政ローマの初代の王ロムルスの治世の時代、ローマの北方8kmに位置したエトルリア都市のフィデナエは、ローマを将来の脅威と考え、これを制圧することを決定し、その領土を荒らした。対するロムルスはフィデナエへ進軍し、街から1マイルのところに野営した。ロムルスは茂みに伏兵を配置し、自身は残りの兵を率いて城門に近づき、フィデナエ兵を挑発して出撃させようとした。ロムルスの兵の統制が取れていないと見たフィデナエ軍は出撃しローマ軍を追ったが、待ち受けていた伏兵に捕捉された。ロムルスも直ぐに向きを変え、フィデナエ軍を追って城門に迫った。フィデナエ兵とローマ兵が入り乱れていたために、フィデナエは城門を閉じることができず、ローマ軍は街に侵入しこれを占領した。
ウェイイ（ローマ北東16km）もまたエトルリアの重要な都市のひとつであったが、フィデナエの状況に不安を覚えた。フィデナエはウェイイの隣の都市であり、血縁関係を持つものも多かったからである。このためウェイイはローマ領土へ侵攻し、戦利品を持って街へ引き上げようとした。ロムルスとローマ軍はこれを急追し、城壁の外で戦闘となった。ローマ軍は勝利し、ウェイイ兵は街に逃げ込んだ。ローマ軍はウェイイを強襲する戦力は有していなかったため、代わりに周辺を略奪した。ウェイイは和平を提案し、領土の一部を割譲することを条件に、100年間友好となる平和条約を締結した。
紀元前7世紀にローマとフィデナエおよびウェイイとの間に再び戦争が起こるが、リウィウスはフィデナエをローマの植民都市と記述している。ロムルスの勝利の後、植民が行われたと思われる。

## トゥッルス・ホスティリウスによる二度目のフィデナエとウェイイとの戦争

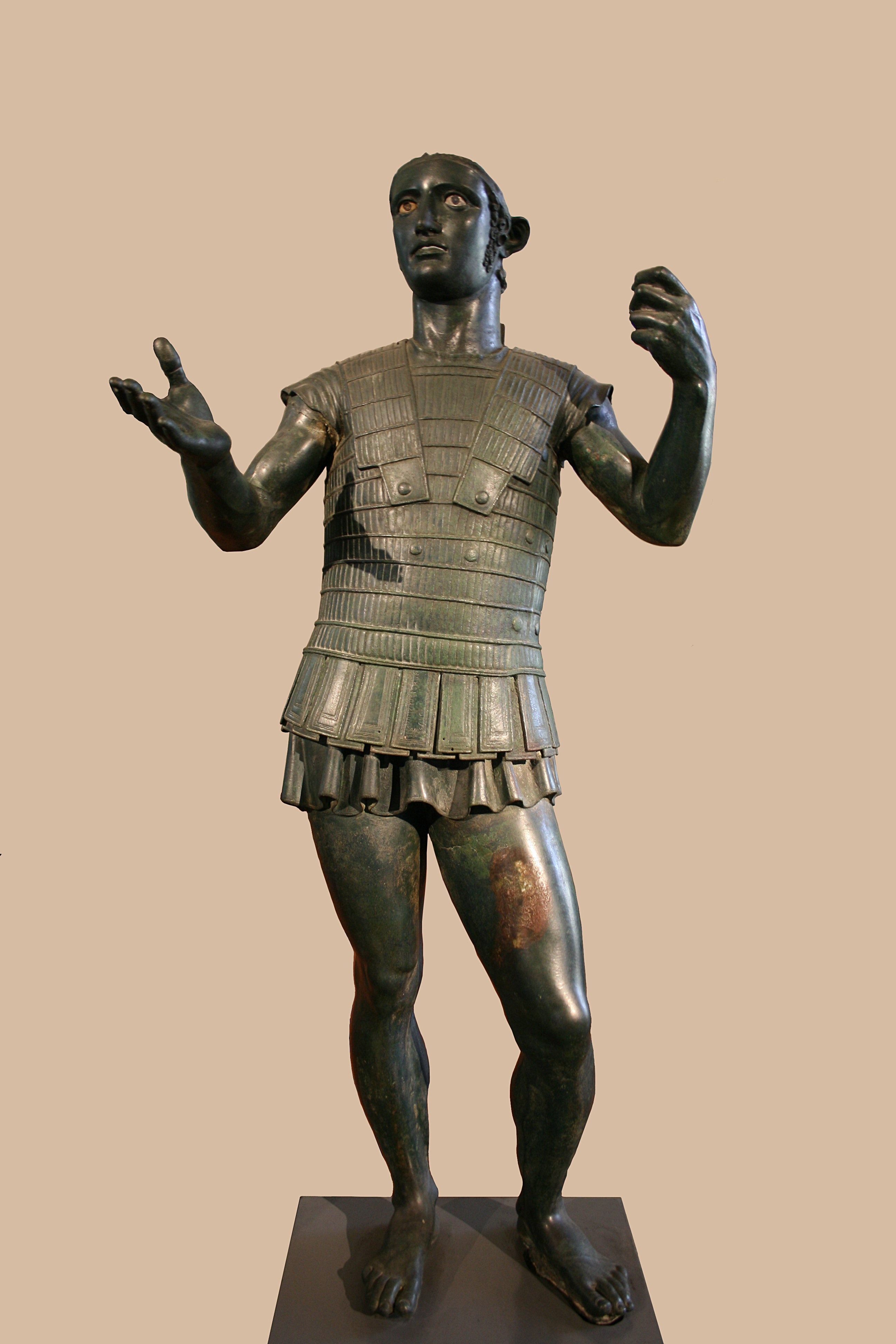
エトルリアで作られたトーディのマルス。奉納された、ほぼ等身大のブロンズ像で紀元前5世紀後半から紀元前4世紀前半のもの。バチカン美術館（グレゴリアーノ・エトルリア館）蔵

紀元前7世紀、第三代の王トゥッルス・ホスティリウスの治世に、ローマの母市であるアルバ・ロンガはローマを攻めたが、戦線は膠着した。その後ホラティウス三兄弟とクリアティウス三兄弟による決闘の結果、アルバはローマの従属都市となった。しかしアルバ・ロンガの僭主、メッティウス・フフェティウスはこれに不満であった。このため、フィデナエとウェイイを扇動して、ローマの打倒を図った。メッテウスは戦場で寝返ってローマ軍を攻撃する予定であった。
フィデナエは公然とローマに反乱した。トゥッルスはメッティウスと彼の軍をアルバ・ロンガから招集した。ローマ軍とアルバ軍はアニオ川を越え、アニオ川とティベリス川の合流地点で野営した。ウェイイ軍もフィデナエ軍と共にティベリス川を越え、川の横で戦列を敷いた。ウェイイ軍は川側、フィデナエ軍は山側に布陣した。ローマ・アルバ連合軍も、敵軍に向かって戦列を整えた。ローマ軍はウェイイ軍に、アルバ軍はフェデナエ軍に相対した。
戦闘は開始された。しかし、メッティウスとアルバ軍は戦闘には突入せず、ゆっくりと山のほうに移動を開始した。これを予想していたトゥッルスは自軍の兵に向かって、アルバ軍は彼の命令に従って移動していると告げた。ローマ人が植民していたためにラテン語を理解できたフィデナエ兵は、これを聞いてアルバ軍が迂回して背後から攻撃して来るのではないかと恐れた。結果フィデナエ兵は戦場から逃走した。続いてローマ軍はウェイイ軍を一掃した。
メッティウスは処刑され、アルバ・ロンガは破壊された。市民はすべてローマのカエリウス丘に移された。

## セルウィウス・トゥッリウスによるウェイイとエトルリアとの戦争
紀元前6世紀、リウィウスによると第四代の王 セルウィウス・トゥッリウス（エトルリア系の王）は、ウェイイとエトルリアとの戦争を行った。戦争について伝わることはほとんど無いが、王が勇敢に戦い、幸運にも恵まれて強大なエトルリア軍とウェイイ軍に勝利したこと、この勝利が王位を継いだばかりの（先王の娘と結婚して王となった）彼の地位を強化したとされている.。凱旋式記録には、セルウィウスが対エトルリア戦の勝利を祝い三度の凱旋式を行ったことが記されている（紀元前571年11月25日、紀元前567年5月25日、三度目の日付は判読できない）。
リウィウスは第七代で最後のローマ王であるタルクィニウス・スペルブスの時代にローマがエトルリアとの条約を更新したとするが、どの平和条約を更新したのかは明確ではない。

## 共和政の開始と紀元前509年のウェイイとタルクィニイとの戦争
紀元前509年、ローマ最後の王であるタルクィニウス・スペルブス（傲慢王）が追放され、最初の執政官（コンスル）選挙が行われた。タルクィニウスは彼の家系がエトルリアのタルクィニイ (エトルリア語: Tarch(u)na)にあることから、タルククィニイの支援を、また奪われた領土の回復を約束してウェイイからの支援を得た。タルクィニウスは両都市の軍を率いてローマ軍と戦うが、シルウァ・アルシアの戦いでローマ軍に敗れた。執政官プブリウス・ウァレリウス・プブリコラは敗走したエトルリア軍の遺棄した武器を集め、ローマに戻り紀元前509年3月1日に凱旋指揮を挙行した。ただし、もう一人の執政官ルキウス・ユニウス・ブルトゥスは戦死した。
リウィウスによると、ウァレリウスはこの年の遅くにウェイイ軍と再戦している。これがシルウァ・アルシアの戦いの続きなのか、また別の新たな紛争なのかはっきりせず、この戦いの詳細もまたわかっていない。

## クルシウムとの戦い（紀元前508年）
タルクィニウス・スペルブスはタルクィニイとウェイイを使っての権力奪還に失敗したため、翌紀元前508年にはクルシウム（現キウージ エトルリア語:Clevsin）王ラルス・プルセナス(ラテン語:ポルセンナ) の支援を求めた。当時のクルシウムは強大なエトルリア都市であった。
ローマ元老院はプルセナスの軍が接近してくることを知り、ローマ市民が恐怖のあまり敵軍を招き入れてしまうことを恐れた。市民の問題を解決して団結を強めようと、元老院はいくつかの策を講じた。例としてはウォルスキ族とクーマエからの穀物輸入、塩の専売制度の導入（塩の値段が高騰していたため）、低所得者の免税、等がある。これらの策は成功し、ローマ市民は団結して敵に向かうことになった。
プルセナスは軍を指揮してローマへの攻撃を開始した。クルシウム軍はローマに通じるティベリス川のスブリキウス橋を急襲した。ローマ軍士官の一人であるプブリウス・ホラティウス・コクレスは橋を越えてクルシウム軍を押しとどめ、橋を破壊する時間を稼いだ。続いて、ティトゥス・ヘルミニウス・アクィリヌスとが加わった。ヘルミニウスとラルティウスは橋がほぼ破壊された時点で撤退した。ホラティウスは橋が完全に破壊されるまで留まり、敵の弓矢が降りそそぐ中、泳いで川を渡った。後にホラティウスの像がコミティウム（公共の広場）に作られ、広大な土地が与えられ、また市民も資財を寄贈した。
強襲が失敗に終わると、次の手段としてプルセナスはローマを封鎖した。ヤニクルムの丘に守備兵を置き、河上交通を遮断し、郊外には襲撃部隊を送った。
包囲戦中に、執政官プブリウス・ウァレリウス・プブリコラはエスクイリーナ門から家畜を追い出して、クルシウム軍にこれを追わせた。ティトゥス・ヘルミニウスはプラエネスティーナ街道沿い、ローマから2マイルの位置で待機するよう命じられた。スプリウス・ラルティウスはコリナ門の内側に軍を留め、執政官ティトゥス・ルクレティウス・トリキピティヌスはナエウィア門を守り、ウァレリウス自身はカエリウス丘に出撃した。この罠は成功し、多くのクルシウム兵が戦死した。

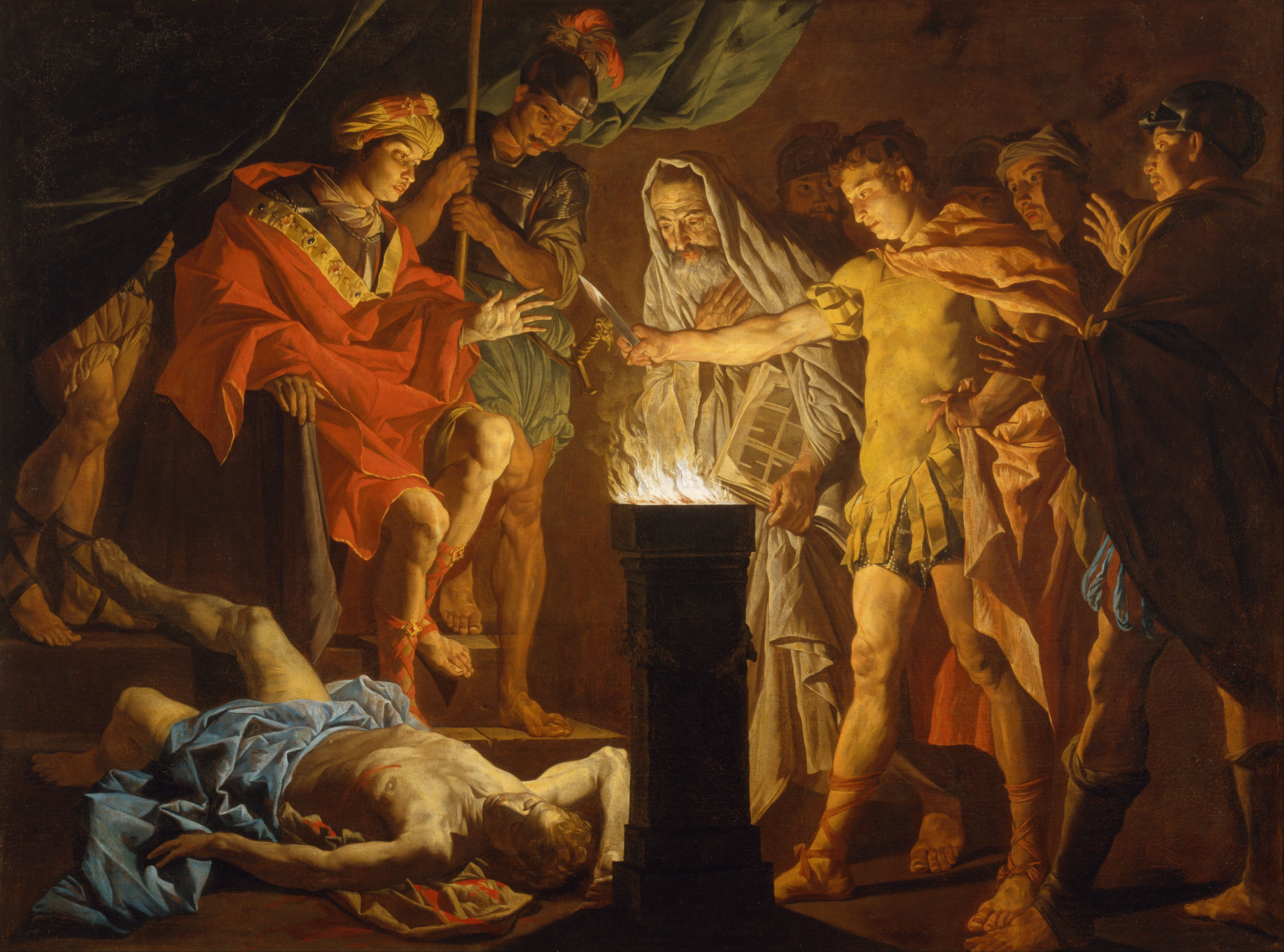
マティアス・ストム作、『王の面前に立つスカエウォラ』(1640年頃)

包囲戦は継続していた。続いて、元老院の承認を得た一人の若者、ガイウス・ムキウスがプルセナス暗殺のためにエトルリア軍野営地にもぐりこんだ。しかし、ムキウスはプルセナスに近づくことには成功したものの、彼と彼の秘書とを見分けることが出来ず、秘書を殺害してしまった。ムキウスは直ちに捕らえられ、プルセナスの前に引き出された。彼は自分の名前と、暗殺のために来たことを告げた。さらに、暗殺を狙うローマの若者は300人に達し、彼はその最初の一人に過ぎないとプルセナスを脅した。彼は自身の勇気を示すため、エトルリア軍野営地の松明で自身の右手を焼いて見せた。これを見たプルセナスはムキウスの行動に感動し、解放してローマに戻ることを許した。後に彼自身および彼の子孫達はスカエウォラ（左手）のコグノーメン（第三名）を名乗ることとなるが、これは火傷で右手が使えなくなったためである。ムキウスはティベリス川右岸に農地を貰い受けるが、後に「ムキア・プラタ」（ムキウスの牧草地）と呼ばれることとなる。
ほとんどの歴史家が、包囲戦は講和締結で終了したとする。
リウィウスによると、この時点でプルセナスはローマに交渉のための大使を派遣した。交渉が開始されると、プルセナスはタルクィニウスを王位に戻すことを要求したが、ローマはこれを拒否した。しかし、前回の戦争で獲得したウェイイの土地は返却することに合意した。また、ヤニクルムの丘からエトルリア軍が撤退するに当たり、ローマは人質を提供することが合意された。
合意は成立し、人質が渡された。人質の中にクロエリアという若い女性がいたが、彼女はローマの乙女達を率いてエトルリア軍から逃れて来た。プルセナスは彼女の返還を求め、ローマはこれに同意した。彼女がエトルリア軍営に戻ると、プルセナスは彼女の勇気に感激し、人質の半分を解放することを許した。クロエリアは、若い少年を解放させることを選んだ。ローマ人はこのクロエリアの行為を誇りとし、ウィア・サクラ（ローマの大通り）の一番高い位置に、馬にまたがった彼女の像を建てた。
リウィウスは彼の時代においても（紀元前1世紀末-1世紀初頭）、ローマで行われるオークションが「プルセナス王の物品を売る」と呼ばれており、これはクルシウムとの戦争に由来すると述べている。リウィウスは、プルセナスが撤退する際に、彼の補給物質を「贈り物」として残していったのであろうと結論している。
リウィウスはまた、この直後に発生したクルシウム・アリシア戦争でクルシウムが敗北し、多くの敗残兵がローマに逃げ込んでそのままローマに定着し、そのあたりがウィクス・トゥスクス（エトルリア通り）と呼ばれるようになったと述べている。
紀元前507年に、プルセナスは再び元老院に大使を送り、タルクィニウスの復位を要求した。ローマは何人かのレガトゥス（使者）をプルセナスの元に送り、彼の復位をローマが認めることは絶対無く、プルセナスはその決定を尊重すべきと告げさせた。プルセナスはこれに合意し、タルクィニウスに対してクルシウム以外の亡命先を探すように伝えた。プルセナスはまたローマの人質を返還し、また先の条約でウェイイに返還させた土地もローマに戻した。
古代のローマ人は、この包囲戦は実際に発生したのものであると信じていたが、現在の歴史家は少なくともその一部は神話であると考えている。

## ローマ・サビニ戦争（紀元前505年–紀元前504年）
サビニ人はローマの北東に住んでいた民族だが、サビニの女たちの略奪事件以来、ローマと何度かの戦争を行っている（ローマ・サビニ戦争）。このうち、紀元前505年から紀元前504年にかけての戦争にエトルリアが関連していた可能性がある。リウィウスは何も記述していないが、紀元前504年5月の執政官プブリウス・ウァレリウス・プブリコラの凱旋式記録に、サビニだけでなくウェイイに対する勝利が記録されている。

## ファビウス氏族とウェイイの戦争（紀元前483年-紀元前476年）
紀元前483年から紀元前476年にかけて、ウェイイはエトルリア人都市と同盟し、再びローマに戦争を仕掛けた。ローマ側ではファビウス氏族が活躍したが、後半はウェイイとファビウス氏族の戦争の様相を呈する。ローマはこの戦争にも勝利した。
リウィウスは、紀元前483年の時点において、ローマは自身の戦力は十分以上であると考え、ほとんど戦争に関心を示さずに内部の問題（プレブスとパトリキの不和）に集中していたとしている。しかしながら、紀元前482年になるとウェイイ軍はローマ領への侵入を開始し、田園部の略奪を行った。翌紀元前481年にはローマを包囲した。ローマ軍の司令官は執政官スプリウス・フリウス・メドゥッリヌス・フススであったが、この年に特筆すべきことはなかった。
紀元前480年、プレブスとパトリキの争いはさらに悪化しており、ウェイイにローマに勝利する希望を与えた。ウェイイにはエトルリアの都市国家が同盟して支援していた。
執政官マルクス・ファビウス・ウィブラヌスとグナエウス・マンリウス・キンキナトゥスは、兵士が訓練不足であるということから戦場に出さないでいたが、エトルリア騎兵が繰り返し略奪を行ったことにより戦闘は避けられなくなった。ファビウスは「兵達が勝利者として戻ってくると神に誓わない限り、私は出撃命令を出さない」と言った。 一度戦闘が始まると、ローマ軍の指揮官達は勇敢に戦い、特に執政官の兄であるクィントゥス・ファビウス・ウィブラヌスは戦死した。戦列の反対側で戦っていたマンリウスは重症を負い、一旦戦線を離れざるを得なかった。マンリウスの兵が崩壊しそうになったときに、マルクス・ファビウスが到着し、マンリウスが死んでいないことを告げた。マンリウスも再び戦場に戻り、兵士達を安心させた。
優勢となったエトルリア軍はローマ軍野営地を攻撃し、予備兵力の防御を打ち破って突入した。これを聞いたマンリウスは、彼の兵を野営地の出口に配置し、エトルリア兵を包囲した。逆に窮地に陥ったエトルリア軍は脱出を試み、マンリウスの本営に突撃をかけ、さらに弓矢で反撃した。この最後の突撃でマンリウスは圧倒され、致命傷を負った。ローマ軍は再びパニックとなったが、士官の一人がマンリウスの体を動かし、あえてエトルリア兵に脱出路を与えた。脱走するエトルリア兵をファビウスが追撃し撃破した。
戦闘はファビウスの大勝利に終わったが、兄や多くの同僚を失ったことは大打撃であり、元老院は凱旋式を提案したがファビウスはこれを辞退した。
紀元前479年、ウェイイとの戦争は執政官ティトゥス・ウェルギニウス・トリコストゥス・ルティルスが担当し、もう一人の執政官カエソ・ファビウス・ウィブラヌスはアエクイ族の侵入に対処することとなった。ウェルギニウスはあまりにも軽率であり、彼の軍はほとんど撃滅されそうになったが、アエクイ族に勝利したファビウスが駆けつけたために難を逃れることができた。
ローマは多方面に敵を抱えていたため、同年ファビウス氏族は元老院に対して、ウェイイとの戦争は軍事的にも資金的にも彼らの氏族だけで行うことを提案した。元老院はこれを感謝をもって受け入れ、市民もファビウスの名を讃えた。翌日、ファビウス一族は武備を整え、執政官も含めて306名のファビウス氏族がローマ市内を行進し、カルメンタリス門（二つの門があった）の右側から出陣した。その後北に向かい、クレメラ川に野営地を築き防御を強化した。
紀元前478年、ファビウス軍はウェイイに領土の略奪に成功した。ウェイイはエトルリアから軍を集め、クレメラ川沿いのファビウス軍野営地を攻撃・包囲した。執政官ルキウス・アエミリウス・マメルクスが救援に駆けつけ、ローマ軍騎兵の突撃によりウェイイ軍を撤退させた。ウェイイ軍はサクサ・ルブラまで後退し、和平を求めてきた。
紀元前477年、再び両者の敵意が高まり、ファビウス軍のウェイイ領土侵攻、あるいはその逆と戦闘は激化していった。ウェイイ軍はクレメラ川の戦いで待ち伏せ攻撃に成功し、ファビウス軍は全滅する。若年のためにローマに留まっていたクィントゥス・ファビウス・ウィブラヌスのみが、たった一人のファビウス氏族の生き残りとなった。
この大敗北を聞いて、ローマは執政官ティトゥス・メネニウス・ラナトゥスを軍と共に送った。しかしローマ軍は再び敗北する。ウェイイ軍はローマに進軍し、ヤニクルムの丘を占領した。元老院は、ウォルスキ族と戦っていたもう一人の執政官ガイウス・ホラティウス・プルウィッルスを呼び戻し、2つの戦いが行われるが決着はつかなかった。最初の戦いはプラエネスティーナ門近くのスペース神殿近くで発生し、もう一つはコリナ門近くで戦われた。
翌紀元前476年になってもウェイイ軍はヤニクルムの丘を占拠し続け、ローマは食料不足の危機に陥った。このため、執政官アウルス・ウェルギニウス・トリコストゥス・ルティルスとスプリウス・セルウィリウス・ストルクトゥスはウェイイ軍を攻撃することとし、ウェイイ軍もローマの覇権を覆すことを期待してこれを受けた。戦いは激戦となり、最終的にローマ軍が勝利してウェイイ軍は撤退した。しかしその損害の大きさのために両執政官は凱旋式を実施できず、執政官ストルクトゥスは戦いの不手際を理由に告訴された。

## ウェイイ・サビニ同盟（紀元前475年-紀元前474年）
紀元前475年、ウェイイは前年にローマに敗北していたにもかかわらず、サビニ族と同盟してローマと敵対した。
執政官プブリウス・ウァレリウス・プブリコラが軍の指揮を任された。紀元前486年にローマはヘルニキ族と攻守同盟を結び、ローマ軍はヘルニキとラティウム同盟（紀元前493年のカッシウス条約以来の同盟関係）からの支援部隊で増強されていた 。
サビニ軍はウェイイの城壁の外に野営していた。ローマ軍はこの防御戦を攻撃した。サビネ軍は出撃して来たが、ローマ軍の方が優勢で野営地の門を占領した。ウェイイ軍も街から出撃して来たが、しかしその攻撃は組織だっておらず、ローマの騎兵がウェイイ軍を一掃し、ローマ軍に勝利をもたらした。
この勝利で、ウァレリウスは同年5月1日に凱旋式を挙行している。
紀元前474年、執政官グナエウス・マンリウス・ウルソがウェイイとの戦争を担当することとなったが、実際には戦闘は一度も生じなかった。ウェイイは講和を求め、ローマはこれを受け入れた。ウェイイは穀物と賠償金をローマに渡し、40年間の停戦が合意された。これを讃えて、マンリウスは3月15日に小凱旋式を実施している。

## エトルリア「王」ラルス・トルミウスとの戦い（紀元前438年-紀元前437年）
ウェイイの王ラルス・トルミウスは、自身をエトルリア王と称していた、紀元前438年、フィデナエは、ローマに反旗を翻して、ウェイイと同盟した。トルミウスはフィデナエの決心が変わらないように、ローマが詰問のために派遣した3人の使節を殺害した。ウェイイ・フィデナエ軍はローマの田園地帯を略奪した。
紀元前437年、ローマはマメルクス・アエミリウス・マメルキヌスを独裁官に選出した。他方、トルミウスは、ファルスキとカペナの協力も得た。エトルリア4都市の連合軍は、フィデナエの城外に野営地を設営した。他方、ローマ軍はアニオ川とティベリス川の合流地点に野営地を設営し、その防備を強化した。
ローマは直ぐにでも戦闘を開始したかった。トルミウスはフィデナエの戦意を疑ってはいたが、遠方から遠征してきたファルスキが即戦を望んだこともあり、戦意を固めた。戦闘が始まると、ローマの歩兵はエトルリア歩兵を圧倒したが、エトルリア騎兵は激しく抵抗した。しかし、ローマの士官アウルス・コルネリウス・コッススが一騎打ちでトルミウスを倒すと、エトルリア連合軍は総崩れとなった。エトルリア兵は逃走したが、ウェイイの農村地帯まで追ってきたローマ軍に虐殺された。

## フィデナエの破壊とウェイイの陥落（紀元前426年-紀元前396年）
紀元前426年、ローマでは通常の執政官（定員二人）に代わりトリブヌス・ミリトゥム・コンスラリ・ポテスタテ（執政武官）4人が選出され、軍を率いることとなった。パトリキから選出される執政官と異なり、執政武官はプレブスでも就任可能であるため、この制度は両者の不和を緩和する策として採用されたもので、紀元前444年に初めて設立されたものである。紀元前426年の執政武官4人のうち、3人がエトルリアへ向かったが、敗北を喫してしまった。
ローマの敗北を見るとローマの植民者を受け入れていたフィデナエは反乱（リウィウスによると7回目の反乱）した。このため、元老院はマメルクス・アエミリウス・マメルキヌスを三度目の独裁官に任命した。ウェイイ軍がティベリス川を渡ってフィデナエに集結すると、マメルクス・アエミリウスはフィデナエに向かい、街から2キロメートル程度はなれた場所に野営地を設営した。さらに、敵の背後の高地を気付かれずに占領させた。
翌日に戦闘が起こるが、全方面から攻撃を受けたエトルリア軍は敗北し、ウェイイ兵は戦場を脱出、フィデナエ兵は街に撤退した。ローマ軍はこれを追ってフィデナエに突入した。戦闘と言うよりは虐殺となり、フィデナエ兵は武器を捨て、アメミリウスに命乞いをした。フィデナエは破壊された。
紀元前396年、ウェイイはローマに対する最後の戦いを始めた。ローマはマルクス・フリウス・カミルスを独裁官に選出した。ウェイイは何度か包囲されたことがあったものの、強固な防御力を誇り占領されることはなかった。マルクス・フリウスは強襲での占領は不可能と考え、ウェイイ市内のユーノー神殿に通じるトンネルを掘らせた。トンネルが完成すると城壁に対して総攻撃を行い、ウェイイ兵が城壁の防御に集中している間に、一部の兵がトンネルを通ってウェイイ市内に突入した。これで勝敗は決した。ウェイイは破壊されず、そのままローマの一都市として存続し、ローマに同化していった。

## ストリウム、タルクィニイ、ネペテの戦い（紀元前389年-紀元前386年）

### 古代の歴史家の記述
紀元前390年、ガリア人の連合軍がローマに侵攻しアッリアの戦いでローマ軍に勝利し、ローマを略奪した。古代の歴史家は紀元前389年にエトルリア、ウォルスキ族、アエクイ族がこれに付け込んで全て兵を挙げたとする。リウィウスによると、エトルリアの全ての指導者達がウォルトゥムナの聖域に集まり、ローマに対する敵意を固めた。全方向からの危険にさらされ、ローマはマルクス・フリウス・カミルスを独裁官に選出した。カミルスはまずウォルスキ族に向かうこととし、リウィウスによると執政武官のアメリウス・マメルキヌスをエトルリアへの備えとしてウェイイ領に残した。この両面作戦で、まずカミルスはウォルスキ族とアエクイ族に勝利し、エトルリアに対する攻撃準備ができた。
リウィウスとプルタルコス、さらに要約ではあるがシケリアのディオドロスのローマとエトルリアの戦いに関する記述は類似している。カミルスがウォルスキ族との戦いに外征しているとき、エトルリアはローマの同盟都市であるストリウムを包囲していた。ストリウムはローマに救援を依頼し、ウォルスキ族とアエクイ族に勝利したカミルスは、ストリウム解放に向かったが、到着前にストリウムは武器を全て残し、服一枚で街を去るという条件で降伏していた。しかし、追放されたストリウム人は同日にカミルスと出会った。カミルスは大きな荷物をその場に残し、身軽になった兵士をストリウムに急がせた。ストリウムではエトルリア兵は分散し、略奪に忙しくしていた。カミルスは全ての城門を閉じさせ、エトルリア兵が集結する前に攻撃を開始した。当初エトルリア兵は最後まで戦うつもりであったが、ローマ軍が捕虜の命はとらないということを聞いて、その多くが降伏した。すなわち、ストリウムは同日に二度占領されたことになる。リウィウスは戦利品の数も記録している。三つの戦闘に勝利し、カミルスはローマに帰還し凱旋式を実施した。エトルリア人兵士は奴隷として売られた。その代金は、まずローマの既婚婦人達がガリアへの身代金として提供した私財の補償用に使われたが、残りでカミルスの名を刻んだ3個の杯が作られ、ユピテル・オプティムス・マキシムス、ユーノー、ミネルウァ神殿のユーノー像の前に置かれた。
翌紀元前388年の出来事はリウィウスが記述しているだけである。ローマ軍はタルクイニアの領土を侵略し、コルトゥオサとコンテネブラの二つの都市を占領した。前者は奇襲を行って一度の攻撃で占領し、後者は守備兵が数日間抵抗したものの、数に勝るローマ軍に降伏した。
紀元前387年、ローマで再びエトルリアが武備を整えているとの噂が立った。翌年の執政武官6人の内の1人に選ばれていたカミルスが、再び対エトルリア戦を担当することとなった。しかしながら、ウォルスキ族がポンプティン領へ侵攻したとの報告がカミルスの元に届いた。カミルスがこれに忙殺されている間、エトルリアはネペテとストリウムの国境拠点を攻撃した。しかし、カミルスはウォルスキ族を直ちに撃破し、ローマでは新たな軍が編成された。カミルスと同僚のウァレリウス・ポティトゥス・ポプリコラがこの軍の指揮をとってエトルリアと戦うこととなった。カミルスとウァレリウスがストリウムに到着するまでに、エトルリアは街の半分を占領し、ストリウム軍は道路にバリケードを作り、死に物狂いで街の残りを防衛していた。カミルスは軍を二つに分け、ウァレリウスに一隊を率いさせてエトルリアが占領する側の城壁を攻撃するように命じた。街の内外からの攻撃を受け、エトルリア軍はパニックを起こして多数が戦死した。ストリウムを奪還すると、ローマ軍はネペテに向かった。この時点で、ネペテは一部市民の裏切りによりエトルリアに降伏していた。カミルスはネペテに働きかけてエトルリア軍を追放させようとした。しかしそれが拒否されると強襲し、エトルリア兵全員とこれを支援したネペテ市民を殺害し、ローマの守備兵を駐屯させた。この戦いの後、紀元前358年のタルクィニイとの戦いまで、ローマとエトルリア間の戦いは記録されていない。

### 現在の研究
古代の歴史家は、しばしばウォルトゥムナ神殿のエトルリア同盟の会議について記述している。この同盟はローマ帝国時代にも存続しており、ウォルシニー近くで会議が開催されていた。紀元前4世紀においても、ここが会議の場所であったと思われる。しかしながら、現代の歴史家はエトルリア同盟はエトルリア共通の祭りを祝うための純粋に宗教的な組織であり、軍事同盟であったことはなかったと考えている。当時のローマの年代記や他の資料からは、エトルリアは統一されておらず、競合するいくつかの都市国家があったと思われる。したがって、全エトルリアが連合してローマと戦ったというのは歴史的事実ではないと考えられる。もともとのローマの資料では、「エトルリア人」との戦いを、特に都市名を区別せずに記述していたと思われ、これを参照したリウィウス等の古代の歴史家が拡大解釈し、もっともらしく思われるエトルリア同盟会議を創作したものであろう。
紀元前389年と紀元前386年の作戦には多くの類似点がある。どちらもカミルスが指揮官であり、ウォルスキ族に勝利した後でサトリウムを救援している。このため、現代の歴史家は、これは実際には同一の出来事ではないかと考えている。
カール・ユリウス・ベロッホ (1854 – 1929) はガリア人によるローマの破壊の影響は重大でかつ長期間続いたと考える。したがって、この敗北の直後にカミルスがエトルリアに勝利したというのは、ガリアに対する敗北を小さく見せるための創作である。後の歴史家達は、この創作された勝利を異なる方法で利用し、発生年をずらしまた細部も変えた。最後にリウィウスがこれを『ローマ建国史』にまとめたため、類似した戦闘が複数あるように記載されることとなったが、どちらも歴史的事実ではない。
コーネル（1995）は、ガリア人によるローマ略奪によって一時的に挫折はしたものの、ローマは直ちに回復したとする。続くエトルリアに対する勝利は、紀元前420年代から始まったローマの拡張政策の一環である。これらの勝利は誇張され詳細すぎる部分もあり、また一部は重複もしているが、しかし基本的には歴史的事実を反映しており、ローマの拡大という大きな絵と合致している。カミルスの役割は誇張されているが、独裁官に5回も選ばれるなど、この時期のローマにおける彼の重要性を証明している。
オークレー（1997）も、サトリウム解放という事実以外は創作されている可能性が高いが、紀元前389年のローマの勝利は歴史的事実であると考えている。リウィウスの記述も、既婚夫人に対する金の返還を除いては正確な情報に基づいたものであり、そうであれば紀元前389年に戦闘があったことの裏づけになる。オークレーは紀元前386年の作戦もまた、一部は紀元前389年のものを流用しているとしても、やはり事実と信じている。カミルスの大勝利は、それ以降紀元前358年までの30年間、戦闘の記録がないことを説明できる。
フォーサイス（2005）は、より懐疑的な視点で見ている。彼は歴史的な事実はカミルスの名を刻んだ黄金の杯がユーノー神殿に寄贈されたことのみが事実と考えている。古代の歴史家達は、カミルスの時代の歴史的敵対者、すなわちエトルリア、アエクィ、ウォルスキ、に対するローマの勝利を創作し、その日時をローマが全方面に敵を抱えていた、ガリア人による略奪の後とした。
リウィウスのみが書く、紀元前388年のコルトゥオサとコンテネブラの占領に関する懐疑的見方は少ない。コルトゥオサとコンテネブラに関するこれ以上の記述は無く、その場所も不明である。この目立たない村の占領は、古代の歴史家の興味を引かなかったが、現代の歴史家は正確な記録に基づくと考えている。タルキーニに近い現在のサン・ジオヴェナーレの発掘では、街が紀元前650年頃に建設され、紀元前4世紀初頭に破壊されたことが分かった。ここがコルトゥオサまたはコンテネブラとの確証は無いが、リウィウスが紀元前398年の出来事とする、両都市の破壊と整合している。

## タルクィニイ、ファレリイ、カエレとの戦争（紀元前359年–紀元前351年）
詳しい記述はリウィウスのものだけであるが、ディオドロスの記述と凱旋式記録の一部はリウィウスの記述と合致する、

### 古代の歴史家の記述
リウィウスによると、タルクィニイがローマ領に襲撃をかけてきたため、紀元前358年に宣戦布告した。執政官ガイウス・ファビウス・アンブストゥスがこの戦争を指揮することとなった。しかし、タルクィニイはローマ軍に勝利し、捕虜307名を殺害した。翌紀元前357年、ローマはファレリイに対しても宣戦布告した。ファレリイはタルクィニイと戦っていたが、ローマの敗北後に脱走兵がファレリイ領に逃げ込むと、これを受け入れず降伏を求めたためである。この作戦はグナエウス・マンリウス・カピトリヌス・インペリオススが担当した。しかしながら、彼はストリウム近くで軍を野営させた以外は何もせず、そこで民会を開催して奴隷管理に関する課税の法律を採択した。これが先例となることを憂慮した護民官は、通常以外の場所で民会を開くことは死刑に値する罪とした。シケリアのディオドロスもローマとファレリイの戦争に触れているが、襲撃と略奪以外には特筆すべき事項は無い。
紀元前356年、執政官マルクス・ファビウス・アンブストゥスがファレリイとタルクィニイとの戦争を担当した。エトルリア軍は蛇と炎をあやつる司祭を同行させ、これを見たローマ兵は当初パニックを起こして自軍陣地に引き返した。ファビウスはこれを恥とし、戦いを再開させた。エトルリア軍は蹴散らされ、その野営地は占領された。この敗北をきっかけに、タルクィニイとファレリイを指導者として全エトルリアが蜂起し、ローマの製塩所へ向かった。この危機に直面して、ローマはガイウス・マルキウス・ルティルスを独裁官に選出したが、彼はプレブス出身の最初の独裁官であった。マルキウスは筏で軍をティベリス川を渡河させた。まず、多くのエトルリアの襲撃部隊を捕らえると、エトルリア軍野営地を奇襲、捕虜8,000を得た。残りのエトルリア兵は戦死するかあるいはローマ領土から逃げ出した。元老院は認めなかったものの、ローマ市民はマルキウスの凱旋式を望み、凱旋式記録には同年5月6日に凱旋式が挙行されたことが記録されている。シケリアのディオドロスは、エトルリア軍がローマ領に侵入し、ティベリス川までを略奪して撤退したと述べている。
リウィウスが参照した何人かの歴史家によると、紀元前355年に執政官ガイウス・スルピキウス・ペティクスがタルクィニイ領の略奪を行っている。しかし他の資料では、同僚執政官（マルクス・ウァレリウス・ポプリコラ）と共同してティブルを攻撃したとする。紀元前354年、タルクィニイ軍は戦闘で大損害を受けてローマに降伏した。ローマに送られた358名の貴族を除き、捕虜は全員殺害された。これら貴族も3年前の報復として、フォルム・ロマヌムで鞭打たれ、斬首された。ディオドロスは、処刑されたのは260名であるとする。
この戦争の最後の年である紀元前353年についてはリウィウスだけが記述している。この年、カエレが同じエトルリア人であるタルクィニイに同情して味方したとの噂が届いた。この噂は、タルクィニイの略奪を行っていた執政官ガイウス・スルピキウス・ペティクスが、ローマの製塩所が襲撃されたと報告したことで確認された。略奪品の一部がカエレへ送られたが、襲撃にカエレが加わっていたのは明らかであった。ローマはティトゥス・マンリウス・インペリオスス・トルクァトゥスを独裁官に任命し、カエレへ宣戦布告した。カエレはその行為を後悔し、ローマへ講和を願う使節を送った。過去に友好関係にあったことから、ローマはカエレと100年の休戦に合意した。ローマはその矛先をファレリイに向けたが、ファレリイ軍は出撃せず、ローマは軍は略奪を行った後に、都市攻撃は行わずに引き上げた。
紀元前352年、12のエトルリア都市が同盟したという噂（結局は根拠の無いものであったが）が流れ、ローマはガイウス・ユリウス・ユッルスを独裁官に選んだが、通常とは異なり彼は出征中でローマにはいなかった。戦争最後の年となった紀元前351年、執政官ティトゥス・クィンクティウス・ポエヌス・カピトリヌス・クリスピヌスがファレリイに対する作戦を担当し、同僚のガイウス・スルピキウス・ペティクスがタルクィニイに対した。戦闘は無かったが、ファレリイもタルクィニイも、長年自領が略奪されていることに疲弊しており、休戦を求めた。ローマは両都市と40年間の休戦条約を結んだ。

### 現代の解釈
この戦争に関して、現代の歴史家は個々の事例に関しては議論の余地はあるものの、おおむね事実であると考えている。リウィウスは、例によってローマの敵が戦争の原因を作ったとするが、今回はそれは正しいように思われる。この時点のローマはティブルとの一連の戦争を戦っており、ガリアにも侵攻していた。タルクィニイの戦争目的は、ティベリス下流の支配権をローマから取り戻すと言うものであった。カエレはタルクィニイに追随しただけのように思われる。ファレリは40年前に失った領土を奪還しようと思ったのであろう。
一部の学者は307人のローマ兵捕虜の殺害は、クレメラ川の戦いでのファビウス氏族306人の全滅の別バージョンと見ている。また、他の学者はエトルリア美術に見られる囚人の殺害や剣闘士との関連を議論している。司祭が蛇や炎をあやつるという部分は創作かもしれないが、リウィウスや彼が引用した原資料の著者が理解できなかったエトルリアの魔術を反映しているかもしれない。
ブロッホはガイウス・マルキウス・ルティルスの独裁官就任を認めていないが、オークレー（1998）は最初の平民出身の独裁官選出が創作であるとは考えにくいとしている。後世のローマの歴史家達は早い時期の戦争の損害に関しては創作したようであるが、4世紀後半からは敵の戦死者数や捕虜の数に関する正しい情報に接することができたようである。紀元前356年にエトルリア兵8,000人が殺されたというのは、当時の記録に基づくものかもしれない。しかし損害報告に関しては、司令官、歴史家双方が過大に見積もる傾向がある。フォーサイス（2005）は、この作戦をローマの外港であるオスティア・アンティカの建設の背景と考えている。通説ではローマの第四代の王アンクス・マルキウス（在位：紀元前640年 - 紀元前616年）が建設者とされているが、考古学的遺跡は4世紀半ばまでしか遡れない。海岸線とティベリス川の河口をタルクィニイの攻撃を守るために、ここに植民都市を建設する動機となる。後世の歴史家はマルキウス・ルティルスとアンクス・マルキウスを混同した可能性がある。
鞭打ちの後に斬首すると言うのはローマの慣習だったが、詳細に関しては後代の年代記編者のもっともらしい創作であろう。何人かの歴史家は、カエレが紀元前353年にはキウィタス・シネ・スッフラギオ（民会での投票権なしのローマ市民権）を獲得していたと考えているが、オークレー（1998）はこれを否定しており、それは紀元前274年/273年のこととしている。紀元前352年の独裁官ガイウス・マルキウス・ルティルスに関しては、これ以外何も知られていない。このことと、彼の独裁官就任の法的特異性は（平民出身）、彼の独裁官就任の裏づけになるかもしれない。期限付きの休戦という講和方法は、共和政ローマ後期には採用されていない。したがって、これが創作であるとは考えにくく、戦争の終了年に関しては信頼できる。例によってリウィウスはローマを勝者としているが、戦争とは言えその内容は襲撃や略奪程度で、都市攻略の記録は無く、戦争の規模は大きくなかったと考えられる。何れにせよ、ローマはこの時点ではまだエトルリアを支配することはできていなかった。

## ウァディモ湖の戦い
2度にわたるウァディモ湖の戦いは、ローマ・エトルリア戦争に決着をつけた。何れもローマが勝利し、エトルリアはローマに組み込まれた。

## 戦争の結末
エトルリアの中心的な都市であったウルキは依然として強力であり、紀元前280年にティベリウス・コルンカニウスに屈するまで抵抗を続けた。
ローマは戦争の最終的な勝者であり、ギリシア、カルタゴと並んで地中海の強大国となった。他方エトルリア人はローマの文化の中に組み込まれていった。しかしエトルリア語はその後300年間使い続けられた。

## 参考資料
- Cornell, T. J. (1995). The Beginnings of Rome – Italy and Rome from the Bronze Age to the Punic Wars (c. 1000–264 BC). New York: Routledge. ISBN 978-0-415-01596-7
- Forsythe, Gary (2005). A Critical History of Early Rome. Berkeley: University of California Press. ISBN 0-520-24991-7
- Oakley, S. P. (1997). A Commentary on Livy Books VI–X. I: Introduction and Book VI. Oxford: Oxford University Press. ISBN 0-19-815277-9
- Oakley, S. P. (1998), A Commentary on Livy Books VI–X, II: Books VII–VIII, Oxford: Oxford University Press, ISBN 978-0-19-815226-2